# Apollo Global Management
Apollo Global Management, Inc. es un fondo de inversión estadounidense fundado en 1990 por Leon Black, que antes trabajó en el banco de inversiones Drexel Burnham Lambert.
Esta firma se especializa en gestionar fondos para empresas multinacionales. Apollo Global Management tiene su sede en Nueva York, y también tiene oficinas en Purchase, Los Ángeles, Houston, Londres, Frankfurt, Luxemburgo, Singapur, Hong Kong y Madrid. Apollo gestiona fondos de capital privado, fondos de crédito y de bienes raíces y otros vehículos de inversión. Su cartera de fondos es una de las más grandes del mundo en gestión alternativa de empresas.

## Historia
- 2006: El 19 de diciembre accede a la gestión de los hoteles de Harrah's, mediante oferta pública de adquisición, junto a Texas Pacific Group. Harrah's es propietario del grupo Caesars Entertainment Corporation, la compañía de casinos y juegos más grande del mundo, con más de 50 casinos y hoteles alrededor del mundo.
- 2006: Apollo compra la compañía TNT.[5]
- 2007: Adquiere la empresa EGL y junto a TNT crea CEVA Logistics, un referente en la distribución y el transporte de mercancías en más de 100 países.[5]
- 2007: Apollo Management adquier el 50 por ciento de la compañía Norwegian Cruise Line. En abril de 2007, también adquiere la empresa estadounidense Océano Cruceros.
- 2007: A finales de año adquiere la cadena Carlson Companies y la compañía de cruceros Regent Seven Seas Cruises (Prestige Cruise Holdings Inc.)
- 2014: Apollo Global Management compra Chuck_E._Cheese's,[6] una cadena de centros de entretenimiento familiar con más de 500 establecimientos en América del Norte, Sudamérica, y Oriente medio.[7][8][9]
- 2015: Caesars Entertainment Corporation, la compañía de casinos y juegos más grande del mundo, propiedad de los fondos Apollo y TPG, suspende pagos.[10]

## España
2011: En marzo, Apollo compra a Bank of America su negocio de tarjetas en España MBNA por 400 millones de euros.
2012: En septiembre, Apollo compra a Citigroup la cartera de préstamos personales de consumo en España con más de 545 millones de euros de activos y 130.000 clientes por una cifra no revelada.
2014: En enero, Apollo compra el 85% de Altamira al Banco Santander por 664 millones de euros.
2014: En febrero, Apollo cerró la compra del nuevo banco Evo a Nova Caixa Galicia (NCG) por 60 millones de euros. Banco Evo tenía 600 empleados y 80 sucursales.